# Collège militaire de Brasilia
Le Collège militaire de Brasilia est une institution militaire brésilienne, basée à Brasília, dans le District fédéral .
L'institution occupe une superficie d'environ 240 000 mètres carrés, dont 60 000 en maçonnerie et abrite environ 3 100 étudiants dans ses installations, réparties dans une centaine de salles de classe. Il dispose d'un terrain de football, d'une salle de sport multisports avec neuf courts, de cinq autres terrains de sport tels que le tennis, le volley -ball, le handball, le basket -ball et le futsal, en plus d'une salle de sport, de judo et d'escrime. Au CMB, comme dans d'autres collèges militaires, il existe plusieurs incitations pour les étudiants 